# تحليلات العملاء
تحليل العميل هو عملية يُستخدم فيها بيانات من سلوك العميل للمساعدة في اتخاذ قرارات أساسية في عالم الأعمال عبر تقسيم السوق وتحليلات التنبؤ. تستخدم هذه المعلومات من قبل الشركات في التسويق المباشر، واختيار المواقع، وإدارة العلاقات مع العملاء. يقدم التسويق خدمات لتلبية احتياجات العملاء. يهتم النظام الإنتاجي منذ بدايته على مستوى الإنتاج، حتى نهاية الدورة عند العميل بكل العوامل السابق ذكرها، كما يلعب تحليل العميل دورًا هامًا في توقع سلوك العملاء.

## الاستخدمات

### البيع بالتجزئة
على الرغم من أن أكثر من 90٪ من التجار كانوا حتى وقت قريب يفتقرون إلى رؤية شاملة حول عملائهم، مع زيادة الاستثمارات في برامج الولاء وحلول تتبع العملاء وأبحاث السوق، بدأت هذه الصناعة في زيادة استخدام تحليلات العملاء في اتخاذ القرارات التي تتنوع من إدارة المنتجات والترويج والتسعير وتوزيع المنتجات. وأبرز استخدام لتحليلات العملاء في التجزئة اليوم هو تطوير الاتصالات والعروض الشخصية و/أو برامج التسويق المختلفة حسب القطاع. وتتضمن الأسباب الإضافية التي ذكرتها شركة Bain & Co.: تحديد أولويات جهود تطوير المنتج، وتصميم استراتيجيات التوزيع، وتحديد أسعار المنتجات. وتعتبر البيانات الديموغرافية، ونمط الحياة، وتفضيلات الزبون، وبيانات الولاء، والسلوك، وقيمة الشاري، وبيانات التنبؤ بالسلوك، من العناصر الرئيسية لنجاح تحليلات العميل.

### إدارة البيع بالتجزئة
يمكن للشركات الاستفادة من البيانات المتعلقة بالعملاء لإعادة هيكلة إدارة مبيعات التجزئة. يحدث ذلك غالبًا من خلال تكنولوجيا الجدولة الديناميكية وتقييمات العمال. عبر الجدولة الديناميكية، تقوم الشركات بتحسين التوظيف باستخدام برامج توقع حركة العملاء. يمكن تعديل جداول العمل بسرعة استجابةً لتحديثات التوقعات. تسمح تحليلات العملاء لشركات التجزئة بتقييم أداء العمال من خلال مقارنة المبيعات اليومية بحركة الزوار اليومية في المتجر. يؤثر استخدام بيانات تحليلات العملاء على إدارة العمال في مجال التجزئة في ظاهرة تعرف بالمراقبة الانكسارية. يصف نموذج المراقبة الانكسارية كيف يمكن لجمع معلومات حول مجموعة واحدة أن يؤثر ويسمح بالتحكم في مجموعة تمامًا مختلفة.

### انتقادات الاستخدام
نظرًا لأن تقنيات البيع بالتجزئة أصبحت تعتمد بشكل أكبر على البيانات، فقد أثار استخدام تحليلات العملاء انتقادات على وجه التحديد حول كيفية تأثيرها على عامل التجزئة. يمكن أن تؤدي خوارزميات التوظيف المعتمدة على البيانات إلى جداول عمل غير منتظمة لأنها يمكن أن تتغير في وقت قصير للتكيف مع حركة العملاء المتوقعة. يمكن أن تكون التقييمات القائمة على البيانات للمبيعات مضللة أيضًا، حيث لا تميز بدقة بين العملاء والموظفين ولا يمكنها حساب فترات راحة العمال بدقة.

### التمويل
تستفيد البنوك وشركات التأمين وصناديق التقاعد من تحليلات العملاء في فهم القيمة الدائمة للعميل، وتحديد العملاء ذوي القيمة السالبة والذين يقدرون بحوالي 30٪ من قاعدة العملاء، وزيادة المبيعات المتبادلة، وإدارة تناقص العملاء، فضلاً عن تحويل العملاء إلى قنوات ذات تكلفة منخفضة بشكل مستهدف.

### المجتمع
تستخدم البلديات تحليلات العملاء في محاولة لجذب تجار التجزئة إلى مدنهم. باستخدام المتغيرات النفسية، يمكن تقسيم المجتمعات بناءً على سمات مثل الشخصية والقيم والاهتمامات وأسلوب الحياة. باستخدام هذه المعلومات، يمكن للمجتمعات التواصل مع تجار التجزئة الذين يتطابقون مع ملامح مجتمعهم.

### إدارة علاقات العملاء
تتيح إدارة علاقات العملاء التحليلية، والتي يتم اختصارها عادةً باسم CRM، قياس بيانات العملاء والتنبؤ بها لتوفير رؤية شاملة عن العميل.

## التنبؤ بسلوك العملاء
التنبؤ بعادات الشراء وتفضيلات نمط الحياة هي عملية استخراج البيانات وتحليلها. تتكون هذه المعلومات من العديد من الجوانب مثل عمليات شراء بطاقات الائتمان واشتراكات المجلات وعضوية بطاقات الولاء والاستطلاعات وتسجيل الناخبين. باستخدام هذه الفئات، يمكن إنشاء ملفات تعريف المستهلكين للعملاء الأكثر ربحية في أي مؤسسة. عند تجميع العديد من هؤلاء العملاء المحتملين في منطقة واحدة، يشير ذلك إلى مكان مثمر لتوجيه الأعمال. باستخدام تحليل وقت القيادة، من الممكن أيضًا التنبؤ بالمسافة التي سيقطعها عميل معين إلى موقع معين. من خلال الجمع بين مصادر المعلومات هذه، يمكن وضع قيمة نقدية على كل منزل ضمن منطقة تجارية، موضحة الاحتمالية التي ستكون بها هذه الأسرة ذات قيمة للشركة. من خلال تحليل العملاء، يمكن للشركات اتخاذ قرارات استنادًا إلى حقائق وبيانات موضوعية.

### استخراج المعلومات وتحليلها
هناك نوعان من فئات استخراج البيانات. تستخدم النماذج التنبؤية تفاعلات العملاء السابقة للتنبؤ بالأحداث المستقبلية بينما تُستخدم تقنيات التصنيف لوضع العملاء ذوي السلوكيات والسمات المماثلة في مجموعات متميزة. يمكن أن يساعد هذا التجميع المسوقين على تحسين إدارة حملاتهم وعمليات الاستهداف.

#### استخدامات البيع بالتجزئة
في مجال البيع بالتجزئة، يمكن للشركات الاحتفاظ بسجلات مفصلة لكل معاملة تتم مما يسمح لها بفهم سلوك العملاء في المتجر بشكل أفضل. يمكن تطبيق استخراج البيانات عمليًا من خلال إجراء تحليل السلة، والتنبؤ بالمبيعات، وتسويق قواعد البيانات، وتخطيط التجارة وتخصيصها. يمكن أن يُظهر تحليل السلة العناصر التي يتم شراؤها معًا بشكل شائع. يُظهر التنبؤ بالمبيعات أنماطًا تعتمد على الوقت يمكنها التنبؤ بالوقت الذي من المرجح أن يشتري فيه العميل نوعًا معينًا من العناصر. يستخدم التسويق عبر قواعد البيانات ملف العميل لتحسين العروض الترويجية. يستخدم تخطيط وتوزيع المنتجات البيانات للسماح للتجار التجزئة بفحص أنماطها في المواقع المتماثلة ديموغرافيًا لتحسين التخطيط والتوزيع وإنشاء تصاميم المتجر. 

## للإطلاع
- كيومارسي، هـ، خورشيدي، ك.ج.، يحيى، ز.س.، فان كوتسيم، آي.، زرفات، م.، الرحمن، و.أ. (2009). رضا العملاء: حالة تفضيلات جودة تناول اللحوم الطازجة ومعيار درجة إنتاجية وزارة الزراعة الأمريكية. المؤتمر الدولي للمجلة للفنون والعلوم (IJAS).

## روابط خارجية
- مبادرة تحليلات العملاء في وارتون